# Marvão
Marvão est un village fortifié du Haut Alentejo au Portugal, au sommet de la serra de Sapoio. Il fait face à la ville espagnole de Valencia de Alcántara.
Il appartient au district de Portalegre, région de l'Alentejo dans la province du Haut Alentejo.

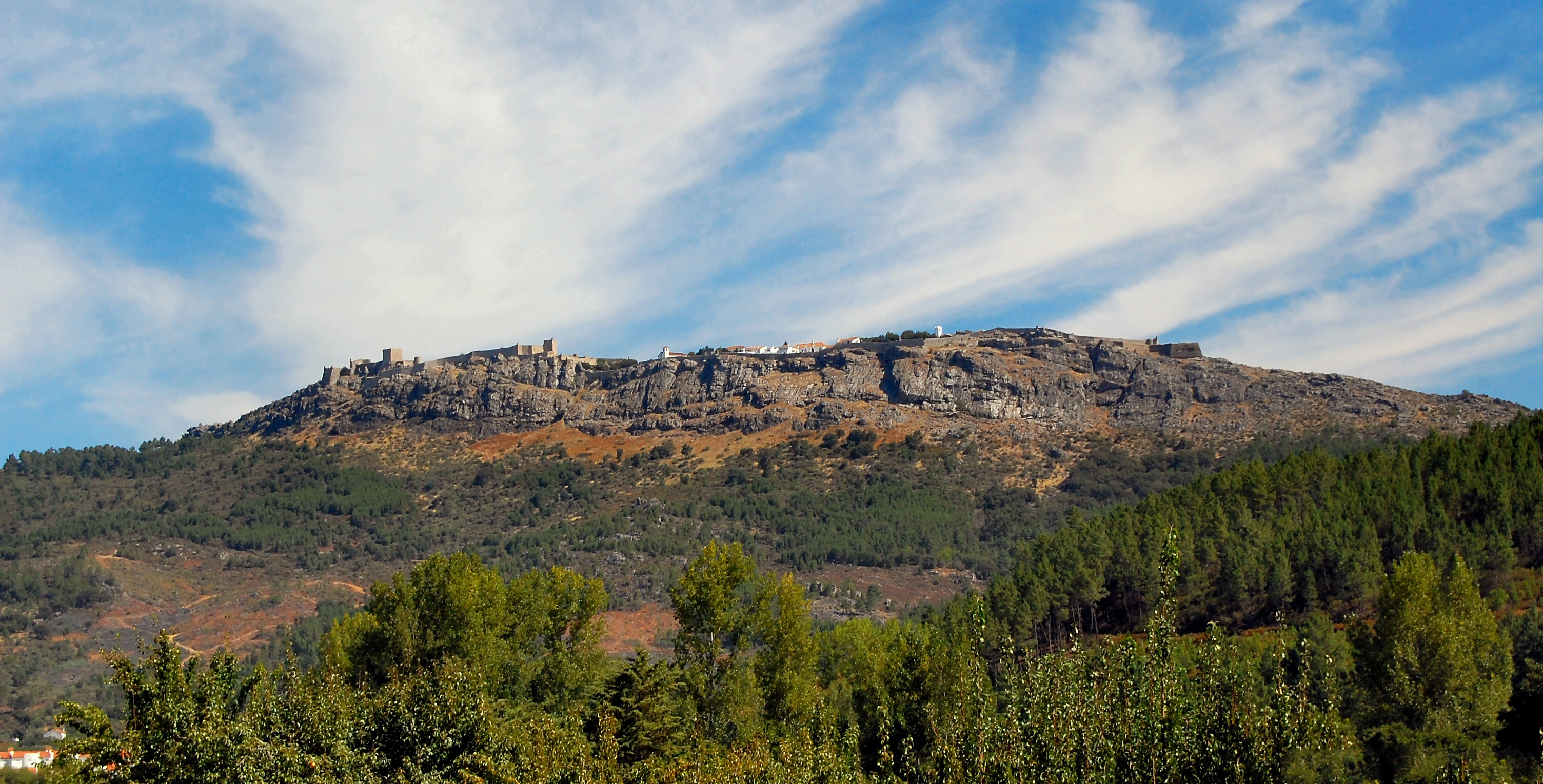
Le village de Marvão tel qu'il se découvre totalement protégé.

## Historique
Ville fondée au Ier siècle appelée Ammaia à l'époque romaine. Elle doit son nom actuel aux Maures, vers le IXe siècle, la forteresse d'Amaia-o-Monte est devenue Amaia Ibn Maruan, qui vient du nom de Ibn Marwan. Lors des querelles ethnique, ce dernier prendra refuge avec des populations entières de muwallads dans cette forteresse imprenable, pour en faire son royaume, jusqu'à la réconciliation avec l'émir Abd Allah. C'est en 1160 par Afonso Henriques que sa passe à Marvão, mais le château est consolidé par Denis I. Pour faire face à la nouvelle artillerie de guerre de l'époque, les enceintes sont réhabilitées, transformant le château en véritable citadelle imprenable. Elle est située à plus de 860 mètres d'altitude.